# Station Kawachi-Mori
Station Kawachi-Mori (交野市駅, Kawachi-mori-eki) is een spoorwegstation in de Japanse stad Katano. Het wordt aangedaan door de Katano-lijn. Het station heeft twee sporen, gelegen aan twee zijperrons. 

## Treindienst

#### Katano-lijn
| 1 | ■ Katano-lijn | richting Hirakatashi |
| 2 | ■ Katano-lijn | richting Kisaichi    |

## Geschiedenis
Het station werd in 1930 geopend. Tussen 1945 en 1948 was het station gesloten.  

## Stationsomgeving
- Station Kawachi-Iwafune aan de Gakkentoshi-lijn
- Kansai Super (supermarkt)
- Iwafune-schrijn
- Autoweg 168
- FamilyMart
- Depandance van Hikkoshisha

Hirakatashi · Miyanosaka · Hoshigaoka · Murano · Kōzu · Katanoshi · Kawachi-Mori · Kisaichi